# Petros Leonidis
Petros Leonidis ist ein ehemaliger griechischer Radrennfahrer und nationaler Meister im Radsport.

## Sportliche Laufbahn
Leonidis war im Straßenradsport aktiv. Er war Teilnehmer der Olympischen Sommerspiele 1948 in London. Das olympische Straßenrennen beendete er nicht. Griechenland kam mit Petros Leonidis, Evangelos Kouvelis und Manthos Kaloudis nicht in die Mannschaftswertung, da kein Fahrer das Rennen beendete. 
1937 wurde Leonidis Vizemeister Griechenlands im Straßenrennen hinter Manthos Kaloudis, 1938 gewann er den Titel. 1939 und 1940 konnte er den Titel erfolgreich verteidigen. Nach dem Zweiten Weltkrieg gewann er den Titel 1947 erneut.